# Dirk Osmetz

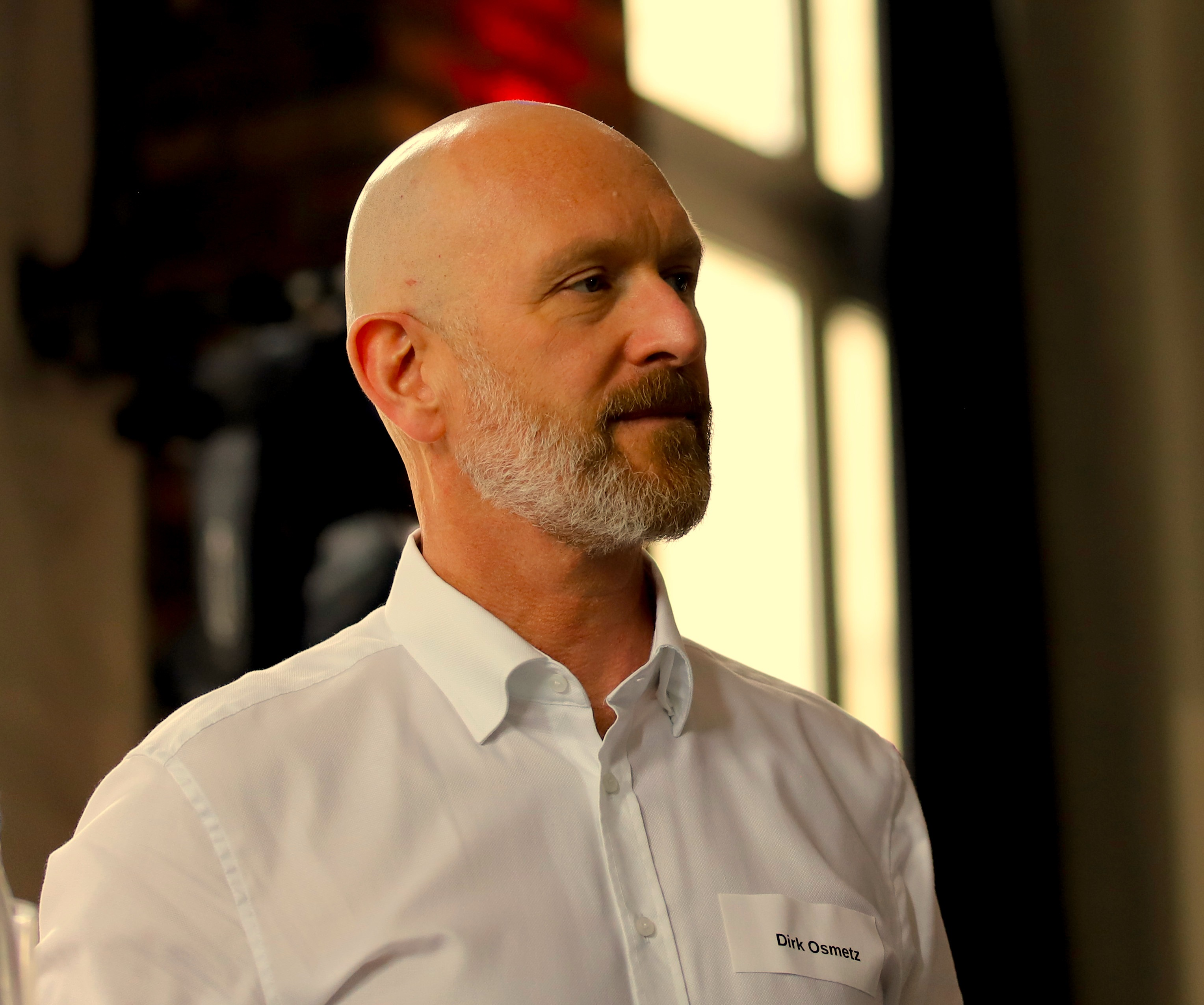
Dirk Osmetz 2023 in Wuppertal

Dirk Osmetz (* 1967) ist ein deutscher Wirtschaftswissenschaftler, Managementforscher, Unternehmensberater, Autor und Publizist.

## Wirken
Dirk Osmetz sammelte zunächst zehn Jahre lang Führungserfahrung als Fallschirmjägeroffizier bei der Bundeswehr. Von 1986 bis 1993 studierte er an der Universität der Bundeswehr München Luft- und Raumfahrttechnik mit Abschluss als Diplom-Ingenieur. Von 1996 bis 1998 folgte ein Studium zum Wirtschaftsingenieur, ebenfalls an der Bundeswehr-Universität München, wo er 2004 in Wirtschafts- und Organisationswissenschaften mit der Dissertationsschrift „Arbeit am Problem der Arbeit“ promoviert wurde.
Von 1998 an war er, neben seiner Lehr- und Forschungstätigkeit am Institut für Internationales Management der Bundeswehr-Universität München, als Unternehmensberater selbstständig tätig, unter anderem als Partner einer Managementberatung in München.
2001 gründete er mit Stefan Kaduk und Hans A. Wüthrich die „Musterbrecher-Initiative“. 2007 folgte gemeinsam mit Stefan Kaduk die Gründung der Musterbrecher Managementberater. Der Begriff Musterbrecher ist seitdem eine eingetragene Wortmarke.
Sein Schwerpunkt liegt auf der Frage, wie der sinnvolle Musterbruch in Organisationen inmitten allgegenwärtiger Sachzwänge gelingen kann. Er ist Autor mehrerer Sachbücher und Fachzeitschriftsbeiträge zu den Themen seiner Forschung.

## Bücher
- Stillstand im Wandel. Illusion Change Management (Osmetz, Wüthrich), Gellius-Verlag, 2002, ISBN 978-3-936179-02-6
- Change Management: Die Macht, Unternehmen nachhaltig zu verändern (Osmetz, Philipp, Winter), Business Village Verlag, 2004, ISBN 978-3-934424-30-2
- Musterbrecher - Führung neu leben (Osmetz, Kaduk, Wüthrich), Gabler Verlag, 2009 (3. Aufl.), ISBN 978-3-83491-031-8
- MusterbrecherX. Ein Prospekt mutiger Führung (Kaduk, Osmetz, Wüthrich), Murmann Verlag, 2017, ISBN 978-3-86774-589-5
- Musterbrecher. Die Kunst das Spiel zu drehen (Kaduk, Osmetz, Wüthrich, Hammer), Murmann Verlag, 2020, ISBN 978-3-86774-267-2
- CoronaX by Musterbrecher: Lernen in der Krise und danach (Kaduk, Osmetz), Murmann Publishers, 2020, ISBN 978-3-86774-675-5
- Sprechblasen der Organisationskultur (Kaduk, Osmetz, Rödel), Beltz Verlag, 2021, ISBN 978-3-407-36774-7
- Richtig widerstehen: Der Weg zur strapazierfähigen Organisation (Kaduk, Osmetz), Murmann Publishers, 2024, ISBN 978-3-86774-771-4

## Dokumentarfilm
- Osmetz, Kaduk, Wüthrich: Musterbrecher – Der Film. Murmann, Hamburg 2016, DNB 1078693730.

## Zeitungs- und Magazinbeiträge

### 1999 bis 2020 (Auswahl)
- Wüthrich, Osmetz, Fischer: Konturen einer virtuellen Wirtschaftswelt – Relevanz und Impulse für die Tourismusbranche, in: Tourismus Journal, 1999, 3. Jg., Heft 4, Bd. 3, S. 425–444
- Philipp, Osmetz: Beratung heißt... in Beziehung sein, in: LO. Zeitschrift für systemisches Management und Organisation, Jg. 4, Nr. 20, Juli/August 2004, S. 6–19
- Wüthrich, Osmetz, Kaduk: Schließen Sie Frieden mit dem Sowohl-als-auch!, in: GDI IMPULS, Frühling 2006, S. 64–70
- Wüthrich, Osmetz, Kaduk: In der Ungewissheit handlungsfähig bleiben oder mit dem Autopiloten ins Unwetter, in: index, Heft 2/2006, S. 34–42
- Wüthrich, Osmetz, Kaduk: Musterbrecher – paradox führen, in: SWISS ENGINEERING 12/2006
- Kaduk, Osmetz, Wüthrich: Musterbrecher – neue Leadership-Professionalität durch Arbeit am System, in: Wirtschaftspsychologie aktuell, Heft 1/2007, S. 32–35
- Wüthrich, Osmetz, Kaduk: Mut zum Musterbruch – Führung jenseits der Lehre, in: managerSeminare, Heft 116, November 2007, S. 32–39
- Wüthrich, Osmetz, Kaduk: Leadership schafft Wettbewerbsvorteile 2. Ordnung, in: zfo Zeitschrift Führung und Organisation, Heft 6/2007, S. 312–319
- Kaduk, Osmetz: Das Eisberg-Phänomen: Verkaufen jenseits von Beziehungssimulationen, in: Wirtschaftspsychologie aktuell, Heft 4/2007, S. 46–48
- Osmetz, Kaduk: Mehr Mut im Management: Muster brechen und Experimente wagen, in: HR-Today, Heft 11/2008, S. 45–47
- Osmetz: Es gibt kein Rezeptbuch des Musterbrechens (Interview), in: UNUS – Das Magazin für mittelständische Unternehmen und Selbstständige, Heft II, Juli 2011
- Kaduk, Osmetz: Arbeit am System oder im System?, in: Verkaufen, Ausgabe November/Dezember 2011
- Kaduk, Osmetz: Führung im Unternehmen – Mut zum Experiment, in: INFO, Informationsschrift für Kindergarten und Schule in Südtirol, 2018, S. 24–25
- Kaduk, Osmetz: Über den allgegenwärtigen Effizienzwahn. Warum es (nicht nur in Krisenzeiten) fatal ist, Robustheit zu verlieren, in: Informatik Aktuell vom 28. April 2020
- Kaduk, Osmetz: Schluss mit bloßem Buzzword-Bingo! So können Unternehmen New Work tatsächlich umsetzen (im Interview mit Maria Berentzen), in: GQ-Magazin (12. Dezember 2020)

## Artikelserien

### Musterbruch, Staffel I
- Osmetz, Kaduk: Experiment vor Planung, in: managerSeminare, Heft 247, Oktober 2018, S. 18–20
- Osmetz, Kaduk: Weglassen vor Hinzufügen, in: managerSeminare, Heft 249, Dezember 2018, S. 18–20
- Osmetz, Kaduk: Harter Pol vor Regeln, in: managerSeminare, Heft 251, Februar 2019, S. 18–21
- Osmetz, Kaduk: Machen vor Erwarten, in: managerSeminare, Heft 253, April 2019, S. 18–21
- Osmetz, Kaduk: Robustheit vor Effizienz, in: managerSeminare, Heft 255, Juni 2019, S. 18–21
- Osmetz, Kaduk: Struktur vor Kultur, in: managerSeminare, Heft 257, August 2019, S. 18–21
- Osmetz, Kaduk: Reden vor Kommunizieren, in: managerSeminare, Heft 259, Oktober 2019, S. 18–21
- Osmetz, Kaduk: Verstehen vor Verändern, in: managerSeminare, Heft 261, Dezember 2019, S. 18–22
- Osmetz, Kaduk: Bunt vor digital, in: managerSeminare, Heft 263, Februar 2020, S. 18–20
- Osmetz, Kaduk: Urteilskraft vor Instanz, in: managerSeminare, Heft 265, April 2020, S. 18–20

### Musterbruch, Staffel II
- Osmetz, Kaduk: Übung im Ungewissen, in: managerSeminare, Heft 267, Juni 2020, S. 18–23
- Osmetz, Kaduk: Menschensbilder! Unbeirrt positiv, in: managerSeminare, Heft 269, August 2020, S. 18–22
- Osmetz, Kaduk: Labs als Inhouse-Gegenkulturen, in: managerSeminare, Heft 271, Oktober 2020, S. 18–21
- Osmetz, Kaduk: Mit Sicherheit ängstlich, in: managerSeminare, Heft 273, Dezember 2020, S. 18–23
- Osmetz, Kaduk: Das Corona-Wunder, in: managerSeminare, Heft 275, Februar 2021, S. 18–23
- Osmetz, Kaduk: Zahnlose Zahlen, in: managerSeminare, Heft 277, April 2021, S. 18–22
- Osmetz, Kaduk: Mutlos mutig, in: managerSeminare, Heft 279, Juni 2021, S. 18–22
- Osmetz, Kaduk: Entfesselt verbunden, in: managerSeminare, Heft 281, August 2021, S. 18–22
- Osmetz, Kaduk: Unmögliche Wahrhaftigkeit, in: managerSeminare, Heft 283, Oktober 2021, S. 18–22
- Osmetz, Kaduk: Geübte Improvisation, in: managerSeminare, Heft 285, Dezember 2021, S. 16–21

### Musterbruch, Staffel III
- Osmetz, Kaduk: Substanzielle Erfahrungen, in: managerSeminare, Heft 287, Februar 2022, S. 16–20
- Osmetz, Kaduk: Taylor reloaded, in: managerSeminare, Heft 289, April 2022, S. 16–20
- Osmetz, Kaduk: Handlung oder Struktur?, in: managerSeminare, Heft 291, Juni 2022, S. 16–21
- Osmetz, Kaduk: Toll, ein anderer macht's!, in: managerSeminare, Heft 293, August 2022, S. 16–21
- Osmetz, Kaduk: Entmachtete Strategiearbeit, in: managerSeminare, Heft 295, Oktober 2022, S. 36–41
- Osmetz, Kaduk: Ungewollt folgenreich, in: managerSeminare, Heft 297, Dezember 2022, S. 16–21
- Osmetz, Kaduk: (Ir)rationale Reflexion, in: managerSeminare, Heft 299, Februar 2023, S. 18–23
- Osmetz, Kaduk: Ähnlich gemustert, in: managerSeminare, Heft 301, April 2023, S. 18–23
- Osmetz, Kaduk: Trotzig unverfügbar, in: managerSeminare, Heft 303, Juni 2023, S. 20–25
- Osmetz, Kaduk: Against All Odds, in: managerSeminare, Heft 305, August 2023, S. 21–24

### Musterbruch, Staffel IV
- Osmetz, Kaduk: Ausbalanciert strapazierfähig, in: managerSeminare, Heft 322, Januar 2025, S. 18–22
- Osmetz, Kaduk: Ignorierte Ungewissheit, in: managerSeminare, Heft 324, März 2025, S. 18–23